# スペースX Crew-10
スペースX Crew-10は、クルードラゴン宇宙船による、NASA商業乗員飛行としては10回目、有人軌道飛行としては17回目の飛行。このミッションでは2名のNASAの飛行士であるアン・マクレインとニコール・エアーズ、JAXAの大西卓哉およびロスコスモスのキリル・ペスコフの4名のクルーを国際宇宙ステーションへと輸送した。2025年3月14日 23:03:48 UTCに、ケネディ宇宙センター、LC-39Aから打ち上げられた。

## クルー

### 正クルー
| 地位                        | 宇宙飛行士                                                        | 宇宙飛行士                                                        |
| --------------------------- | ----------------------------------------------------------------- | ----------------------------------------------------------------- |
| 船長                        | アン・マクレイン, NASA 第72次/第73次長期滞在 2回目の宇宙飛行      | アン・マクレイン, NASA 第72次/第73次長期滞在 2回目の宇宙飛行      |
| 操縦士                      | ニコール・エアーズ, NASA 第72次/第73次長期滞在 1回目の宇宙飛行    | ニコール・エアーズ, NASA 第72次/第73次長期滞在 1回目の宇宙飛行    |
| 第1ミッションスペシャリスト | 大西卓哉, JAXA 第72次/第73次長期滞在 2回目の宇宙飛行              | 大西卓哉, JAXA 第72次/第73次長期滞在 2回目の宇宙飛行              |
| 第2ミッションスペシャリスト | キリル・ペスコフ, Roscosmos 第72次/第73次長期滞在 1回目の宇宙飛行 | キリル・ペスコフ, Roscosmos 第72次/第73次長期滞在 1回目の宇宙飛行 |

## ミッション
| 回目 | 時刻                    | 結果 | 再準備期間    | 理由 | 決定時間                             | 好天確率 (%) | 補足                   |
| ---- | ----------------------- | ---- | ------------- | ---- | ------------------------------------ | ------------ | ---------------------- |
| 1    | 2025年3月12日7:48:56 pm | 中止 | ---           | 技術 | 2025年3月12日7:04:00 pm(−00:44:00前) | >95          | 地上施設の油圧系の問題 |
| 2    | 2025年3月14日7:03:48 pm | 成功 | 1日23時間15分 |      |                                      | >95          |                        |

商業乗員輸送計画でのスペースXの10回目のミッションは、当初2025年2月の打ち上げが計画されていた。このミッションは、5機目にしておそらく最後のクルードラゴンとなるはずのC213の初飛行となる予定だった。打ち上げは、最終的にはスペースXとNASAが新造宇宙船の最終試験と統合を完了させるために2025年3月後半に延期された。しかしながら、NASAがC213が4月後半までは初飛行する準備が整わないと判断したため、このミッションにはクルードラゴン エンデュランスが再割り当てされ、3月前半の打ち上げが可能となった。

2025年3月12日 23:48:56 UTCに予定されていたが、地上に設けられたロケットを支えるクランプアームの油圧システムの問題により、打ち上げ予定時刻の約44分前に延期となった。
2025年3月14日 23:03:48 UTCに2回目の打ち上げ試行が行われ、打ち上げに成功した。。
このミッションは、2025年後半にクルードラゴンにとっては初めてとなる太平洋への着水で完了する予定となっている。当初、ドラゴン1のミッションは太平洋に着水していたが、2019年にスペースXとNASAは合衆国東部での回収作業に移行していた。この移行によって宇宙飛行士と重要な貨物を着水後速やかにケネディ宇宙センターへと移送することが可能となり、スペースXはフロリダ州に宇宙船の帰還後の回収作業と次のミッションの準備を行う施設を開設した。しかしながらこの変更は、再突入前に投棄しなければならないトランクモジュールが地表に達する前に燃え尽きると考えられていたにもかかわらず少なくとも4件のトランクの残骸が地上で発見されるという予期せぬ結果を招いた。太平洋への着水に回帰するということは、トランクをより長く取り付けたままにし、宇宙船の墓場とあだ名されるポイント・ネモと呼ばれる遠隔海域に向けることができるということであり、再突入を生き延びた残骸による被害の可能性を最小限にすることが可能となる。

## ギャラリー
スペースX Crew-10
- オペレーション・アンド・チェックアウト・ビルディングから歩み出るCrw-10の宇宙飛行士
- LC-39Aから打ち上げられるクルードラゴン エンデュランス
- ISSに接近するクルードラゴン エンデュランス